# Pierre Abattucci

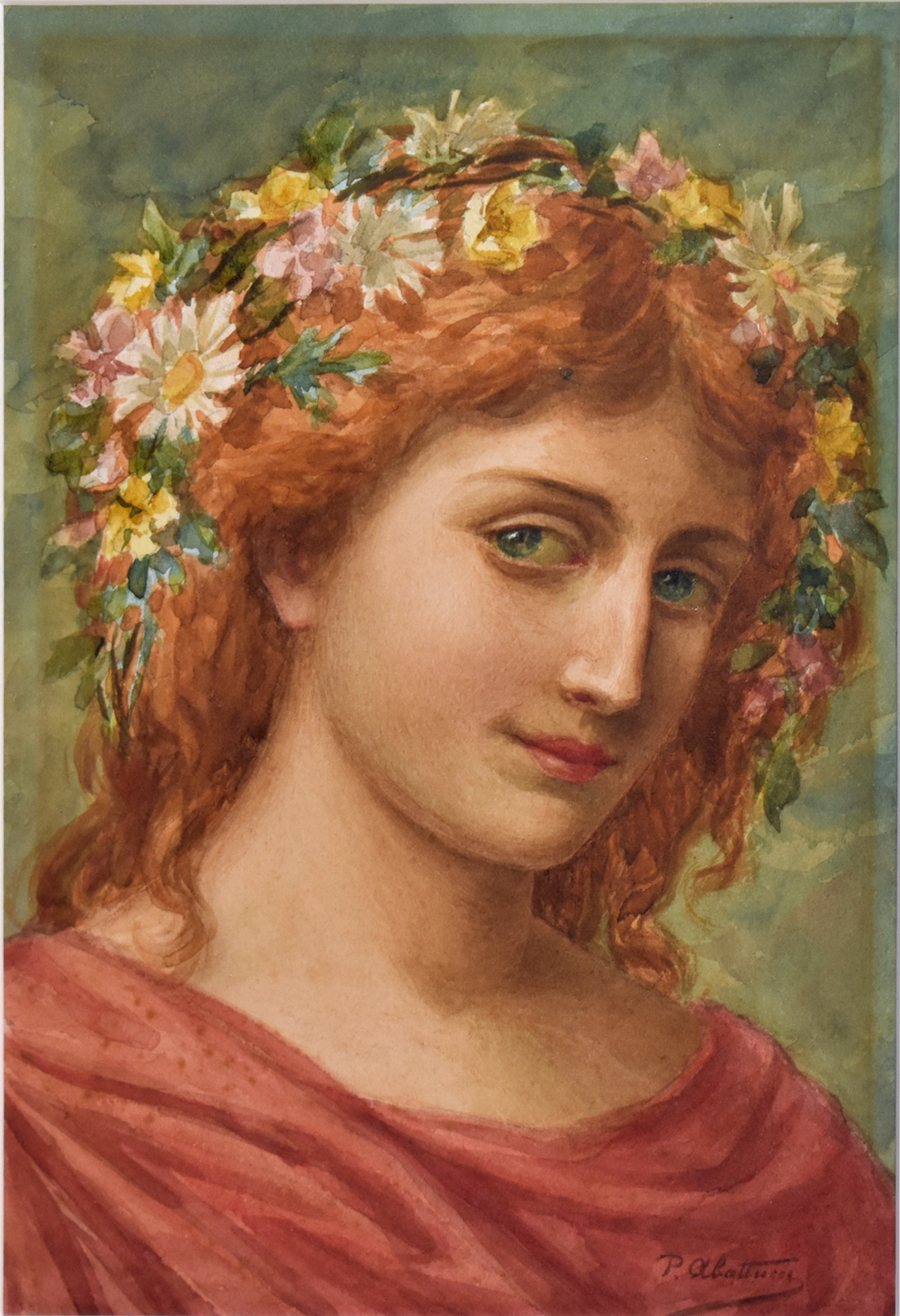
Frauenporträt

Pierre-Jean Abattucci (* 20. Mai 1871 in Molenbeek-Saint-Jean; † 20. Dezember 1942 in Ixelles) war ein belgischer Landschafts- und Porträtmaler sowie Radierer.

## Leben
Abattucci wurde als Sohn von Jacques Abattucci und Petronille Senders geboren. Er heiratete Catherine Louise de Mesmaeker.
Als Schüler des Malers François Stroobant an der Schule für dekorative Kunst in Molenbeek-Saint-Jean, wo er später Lehrer wurde, setzte er seine Ausbildung von 1892 bis 1897 an der Académie royale des Beaux-Arts de Bruxelles bei Jean-François Portaels und Charles van der Stappen fort.
Er unternahm Studienreisen 1920 und 1922 nach Italien. Nach der Rückkehr malte er meist melancholische, neblige Landschaften.
Er nahm an vielen Kunstausstellungen in Belgien und im Ausland teil. Auf der Louisiana Purchase Exposition 1904 in den Vereinigten Staaten wurde er mit einer Bronzemedaille ausgezeichnet.
Pierre Abattucci war Mitglied der Société des aquafortistes Belges und veröffentlichte Radierungen in den von dieser Vereinigung in den Jahren 1901, 1903 und 1904 veröffentlichten Alben. Er schuf auch Exlibrisse, darunter eines für den belgischen Schriftsteller Sander Pierron.